# Ikona Matki Bożej „Karmiąca Mlekiem”
Ikona Matki Bożej "Karmiąca Mlekiem" – ikona Matki Bożej reprezentująca typ Eleusa. 

## Opis
Ikona przedstawia Matkę Bożą trzymającą na kolanach Dzieciątko Jezus, które karmi piersią. W niektórych wariantach ikony w jej czterech narożnikach pojawiają się postacie Chrystusa, aniołów lub innych świętych. 

## Historia
Ikona znajdowała się pierwotnie w Ławrze św. Sawy Uświęconego w okolicach Jerozolimy. Według legendy na początku XIII wieku do monasteru tego przybył św. Sawa, nie ujawniając swojej godności biskupiej. Pragnął pokłonić się relikwiom patrona ławry, gdy upadł mu pod nogi jego pastorał. Zdumieni mnisi zapytali go o imię, a gdy poznali je, oddali przybyszowi pastorał i ikonę "Karmiąca Mlekiem". Św. Sawa zabrał ją na Górę Athos i umieścił w monasterze Chilandar, który współtworzył. Ikona została umieszczona w ikonostasie głównej cerkwi monasterskiej w nietypowym miejscu - przeznaczanym zwykle dla wizerunku Chrystusa. 
Opinię cudownych zyskały również dwa inne warianty ikony. Jeden z nich znajduje się w Mińsku, drugi - w Pustelni Ilińskiej w kompleksie klasztornym Góry Athos. 